# کلاته سری
کلاته سریروستایی کوهستانی وبسیار خوش آب وهوا وتفریحی در دهستان کرغند بخش نیمبلوک شهرستان قائنات استان خراسان جنوبی ایران است. بر پایه سرشماری عمومی نفوس و مسکن در سال ۱۳۹۰ جمعیت این روستا ۴۲۷ نفر (در ۱۳۴ خانوار) بوده‌است.
این روستا دارای آب وهوای معتدل سرد کوهستانی که دارای ۳ قنات ویک رودخانه فصلی بوده که در سالیان اخیر با توجه به خشکسالی‌های متوالی میزان آبدهی قنوات کاهش چشمگیری داشته‌است. بخش زیادی از مردمان این روستا، نام خانوادگی «بنی اسدی» دارند که با توجه به اسناد شفاهی موجود خود را به تعبیری منسوب به طایفه بنی اسد می‌دانند، آن طایفه بعد از دفن اجساد مطهر شهدای کربلا، از ترس تعقیب مأمورین ابن زیاد به ایران آمده و در اطراف شهرستان قائن ساکن شدند و به جهت دفن شهدای کربلا، مورد تکریم و محبت سلاطین صفویه قرار گرفتند. در اولین سال‌های سلطنت شاه اسماعیل، او فرمان معافیت این طایفه از مالیات را صادر کرد که سلاطین بعدی نیز از او تبعیت نمودند. این باور تاکنون در بین این اهالی مرسوم است. عمده اهالی روستا به کار کشاورزی مشغول بوده که محصولات کشت شده این اهالی زعفران، گندم، زردآلو، زرشک و انگور و بادام می‌باشد.